# Xã Harpersfield, Quận Ashtabula, Ohio
Xã Harpersfield (tiếng Anh: Harpersfield Township) là một xã thuộc quận Ashtabula, tiểu bang Ohio, Hoa Kỳ. Năm 2010, dân số của xã này là 2.695 người.